# Namak Kūr
Namak Kūr (persiska: نَمَخُ, نَمَك كَوير, نَمَك خور, نمك كور) är en ort i Iran.   Den ligger i provinsen Markazi, i den centrala delen av landet, 250 km sydväst om huvudstaden Teheran. Namak Kūr ligger 1 920 meter över havet och antalet invånare är 813.
Terrängen runt Namak Kūr är kuperad åt nordost, men åt sydväst är den platt.Runt Namak Kūr är det ganska tätbefolkat, med 60 invånare per kvadratkilometer. Närmaste större samhälle är Arak, 16,9 km öster om Namak Kūr. Trakten runt Namak Kūr består i huvudsak av gräsmarker.